# Кувана ракија
Кувана или врућа ракија је топли алкохолни напитак, карактеристичан за подручје Балкана. 
Прави од ракије која се добија након прве дестилације, тзв. меке ракије, укувавањем ове ракије и шећера. У јужној Србији овај напитак се назива врућа ракија. Сипа се у мање чаше, но веће него за чисту ракију
У деловима Србије, популарни назив за ово пиће је шумадијски чај.